# Lago Ciamò
Il lago Ciamò o lago Ruspoli (in amarico ቻሞ ሐይቅ, Čamo ḥäyəḳə) è un lago dell'Etiopia meridionale.

## Descrizione
Si trova nella Great Rift Valley ad un'altitudine di 1.110 metri. È appena a sud del lago Abaja e della città di Arba Minch, ad est dei monti Guge. In occidente è noto dal 1893, quando fu raggiunto dall'esploratore italiano Eugenio Ruspoli.
La parte settentrionale del lago si trova nel Parco nazionale di Nechisar. Secondo i dati dell'Agenzia centrale di statistica, il lago Ciamò è lungo 32 chilometri ed è ampio 13, con un'area di 317 chilometri quadrati ed una profondità massima di 14 metri.